# Вашингтон (озеро)
Озеро Вашингтон (англ. Lake Washington) — озеро в США, штат Вашингтон, большое пресноводное озеро, смежное с городом Сиэтл, второе по величине озеро в штате после озера Шелан.
Озеро Вашингтон было названо так в 1854 Томасом Мерсером по имени Джорджа Вашингтона, как за год до этого по имени первого американского президента была названа Территория Вашингтон.
Город Мерсер-Айленд расположен на одноимённом острове в южной части озера Вашингтон; это один из самых густонаселённых озёрных островов США.

## Каналы и мосты
Перед тем, как в 1916 году был построен Вашингтонский судоходный канал, единственным выходом из озера была Блэк-Ривер, которая впадала в реку Дувамиш, которая, в свою очередь, впадала в залив Эллиот. При открытии канала уровень воды озера опустился почти на 9 футов (2,7 м) и выровнялся с уровнем воды в озере Юнион.
Имеется 4 моста, три из них — понтонные.